# 花山耳蕨
花山耳蕨（学名：Polystichum daguanense var. huashanicolum）为鳞毛蕨科耳蕨属下的一个变种。

## 扩展阅读
- 維基物種上的相關：花山耳蕨